# Welpenschutz
Welpenschutz besagt, dass Welpen von älteren Hunden allgemein nicht angegriffen würden. Für menschliche Beobachter stelle sich diese Zurückhaltung als biologisch-sozial bedingte Toleranz dar. Welpenschutz ist kein Fachausdruck der Verhaltensforschung.
Einen generellen, angeborenen Welpenschutz außerhalb des eigenen Rudels gibt es nicht. Eine generelle Beißhemmung zum Schutz von Welpen kann nicht von jedem Hund erwartet werden. Die Bezeichnung Welpe wird teilweise auch auf bereits entwöhnte Junghunde angewandt.
Bei Wölfen in der freien Wildbahn findet kein Kontakt von Wolfswelpen zu rudelfremden Tieren statt. 

## Übertragung auf den Menschen
Im Berufsleben wird die Bezeichnung Welpenschutz gelegentlich für neue junge Mitarbeiter gebraucht, denen kleine Fehler nachgesehen oder deren Arbeitsergebnisse mit anderem Maßstab gemessen werden als bei älteren Kollegen. In der Netzwelt wird die Bezeichnung oft auf neu registrierte Mitglieder eines Forums angewendet, denen ebenfalls eine Eingewöhnungs- und Einarbeitungszeit zugestanden werden sollte.

## Belege
1. ↑  Trügerische Sicherheit: Der Welpenschutz. Publiziert vom Berufsverband der Tierverhaltensberater und -trainer e. V. auf vdtt.org vom 9. Februar 2014.
2. ↑  Anja Tiedge: Keine Bange, noch gilt der Welpenschutz. Der Spiegel, 6. Januar 2012, abgerufen am 26. Mai 2022.